# Grupo Santillana
Grupo Santillana est un groupe éditorial espagnol présent dans plus de 22 pays. Il fait partie du groupe Prisa depuis 2000.
Santillana a été fondé en 1958 par Jesús de Polanco, Juan A. Cortés et Francisco Pérez González, dans la ville de Santillana del Mar en Cantabrie (Espagne).
L'Amérique latine constitue le territoire privilégié de Santillana, qui édite, à travers ses filiales, des ouvrages dans 5 domaines : Éducation, Formation, Langues, Littérature et Contenus numériques. On compte aussi des bureaux en Grande-Bretagne, au Portugal et aux États-Unis. La branche Littérature englobe plus de 12 maisons d'éditions spécialisées comme Alfaguara (fondée en 1964 par Camilo José Cela), Taurus ou Manderley.
En 2009, Santillana dégageait un chiffre d'affaires de 617 millions d'euros.